# Малиновка (Аромашевский район)
Малиновка — село в Аромашевском районе Тюменской области России, административный центр Малиновского сельского поселения.

## География
Находится на берегу реки Илиней в 35 км к северо-северо-востоку от села Аромашево.Основана в середине XVIII века. Заселение началось с левобережья р. Илиней, ныне – ул. Заречная. В 1893 г. Малиновка входила в состав Ашлыкской волости, к 1919 году появилась Малиновская волость. В ноябре 1923 г., в результате упразднения Тобольского уезда, вошла в состав Аромашевского района Ишимского округа Уральской области. В начале XX века (1903 г.) в Малиновке насчитывалось 78 дворов, были церковь, церковно-приходская школа, кузница, торговая лавка, хлебно-запасной магазин, казенная винная лавка. В довоенное время население пополнялось за счет переселенцев из Нечерноземья и Чувашии. Центр сельского поселения Аромашевского района. КФХ «Луч». До 1998 г. работал совхоз. Есть школа, почта, ФАП, клуб, магазины

## Население
| 1989 | 2002 | 2010 |
| ---- | ---- | ---- |
| 762  | ↘599 | ↘448 |

Село многонациональное. В селе проживают: русские, чуваши, татары, азербайджанцы. Основной род занятий населения сельское и лесное хозяйство. В селе действуют: крестьянское(фермерское) хозяйство и цех по производству мебели, частные пилорамные цехи. Так же, население занимается сбором дикоросов, охотой и рыбалкой.

## Улицы
- Переулок Лесной-2
- Лесная улица
- Заречная улица
- Садовая улица
- Новая улица
- Школьная улица
- Молодежная улица
- Береговая улица
- Советская улица
- Переулок Лесной −1
- Центральная улица